# Liste der Kreisstraßen im Kreis Groß-Gerau
Die Liste der Kreisstraßen im Kreis Groß-Gerau ist eine Auflistung der Kreisstraßen im hessischen Kreis Groß-Gerau.

## Abkürzungen
- K: Kreisstraße
- L: Landesstraße

## Liste
Die Kreisstraßen behalten die ihnen zugewiesene Nummer innerhalb des Regierungsbezirks Darmstadt in der Regel auch bei einem Wechsel in einen anderen Landkreis oder in eine kreisfreie Stadt. Nicht vorhandene bzw. nicht nachgewiesene Kreisstraßen werden in Kursivdruck gekennzeichnet, ebenso Straßen und Straßenabschnitte, die unabhängig vom Grund (Herabstufung zu einer Gemeindestraße oder Höherstufung) keine Kreisstraßen mehr sind. 
Der Straßenverlauf wird in der Regel von Nord nach Süd und von West nach Ost angegeben.
| Nr.   | Verlauf |
| ----- | --- |
| K 139 | L 3094 in Worfelden – Kreisgrenze – (K 139 im Landkreis Darmstadt-Dieburg) |
| K 150 | L 3361 – K 153 – Crumstadt – Kreisgrenze – (K 150 im Landkreis Darmstadt-Dieburg)                                                                                                  |
| K 151 | K 156/K 158 in Goddelau – K 154 – K 150 in Crumstadt |
| K 152 | Main – Kreisgrenze – (K 823 in Frankfurt am Main) – Kreisgrenze – ohne eine klassifizierte Straßenverbindung – Kreisgrenze – (K 823 in Frankfurt am Main) – Kreisgrenze – Walldorf |
| K 153 | Stockstadt am Rhein – K 154 – – K 150 |
| K 154 | Crumstadt – – K 158 – Stockstadt am Rhein – K 153 |
| K 155 | in Goddelau – Stockstadt am Rhein |
| K 156 | L 3096 in Leeheim – Erfelden – – K 158 in Goddelau |
| K 157 | in Dornheim – L 3096 in Leeheim |
| K 158 | – Wolfskehlen – … – K 156 in Goddelau – K 154 in Stockstadt am Rhein |
| K 159 | L 3040 in Astheim – L 3012 – L 3482 – L 3040 in Königstädten |
| K 160 | in Berkach – in Büttelborn |
| K 161 | Hessenaue – L 3012 – L 3094 |
| K 162 | (K 813 in Frankfurt am Main) – Kreisgrenze – Kelsterbach |
| K 163 | Biebesheim am Rhein Mitte (– Abzweig nach Gernsheim Nord) – /L 3361 in Biebesheim am Rhein                                                                                         |
| K 164 | – Worfelden – L 3094 – Klein-Gerau |
| K 201 | L 3482 in Bischofsheim – L 3040 in Ginsheim |
| K 202 | in Bischofsheim – L 3482 in Bischofsheim |

## Nummerierung der Kreisstraßen im Regierungsbezirk Darmstadt
Die Kreisstraßen im Regierungsbezirk Darmstadt wurden ursprünglich nach einem bestimmten Nummernplan durchnummeriert. Hierbei wählte man für den Kreis Bergstraße die niedrigsten und für den Main-Kinzig-Kreis die höchsten Kreisstraßennummern.
Die Nummerierung erfolgte in der Regel in folgender Reihenfolge:
Kreis Bergstraße, Odenwaldkreis, Landkreis Darmstadt-Dieburg, Kreis Groß-Gerau, kreisfreie Stadt Darmstadt, Landkreis Offenbach, kreisfreie Stadt Offenbach am Main, Wetteraukreis, Rheingau-Taunus-Kreis, Hochtaunuskreis, kreisfreie Stadt Wiesbaden, Main-Taunus-Kreis, kreisfreie Stadt Frankfurt am Main und schließlich Main-Kinzig-Kreis.
Auch die Nummerierungen der Kreisstraßen im Lahn-Dill-Kreis und im Landkreis Limburg-Weilburg, die seit dem 1. Januar 1981 zum Regierungsbezirk Gießen gehören, folgen großenteils noch diesem Nummernplan.